# Бучацька ратуша
Бу́чацька ра́туша — унікальна пам'ятка архітектури середини XVIII століття в м. Бучачі Тернопільської області. Зведена 1750 (1751, або близько 1743—1758) р., за іншими даними — час невідомий) у стилі рококо. Архітектор Бернард Меретин, скульптор Йоган-Георг Пінзель, фундатор — Микола Василь Потоцький. Легенда оповідає про те, що фундатор ратуші хотів, щоб вона була вищою від львівської Вежі Корнякта.[джерело?] Після 1920 р. будівлю віддали під житло та крамниці. 1982—1992 рр. у ній діяли районний історико-краєзнавчий музей і дитяча художня школа. Перебуває на реставрації з середини 2000-х років.

## Історія
За одними даними, збудована в 1750 році. За іншими — у 1751 році, або точний час спорудження невідомий, приблизно можна вказати 1743—1758 роки .Зведена  в стилі рококо. Архітектор Бернард Меретин, скульптор Й. Г. Пінзель, фундатор — Микола Василь Потоцький. У XIX столітті на першому поверсі діяли повітові староство та рада.[джерело?]

## Опис

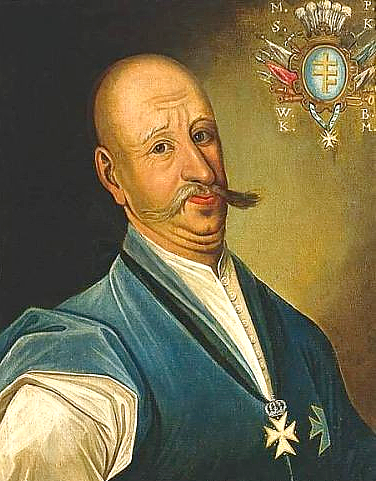
Микола Василь Потоцький — фундатор

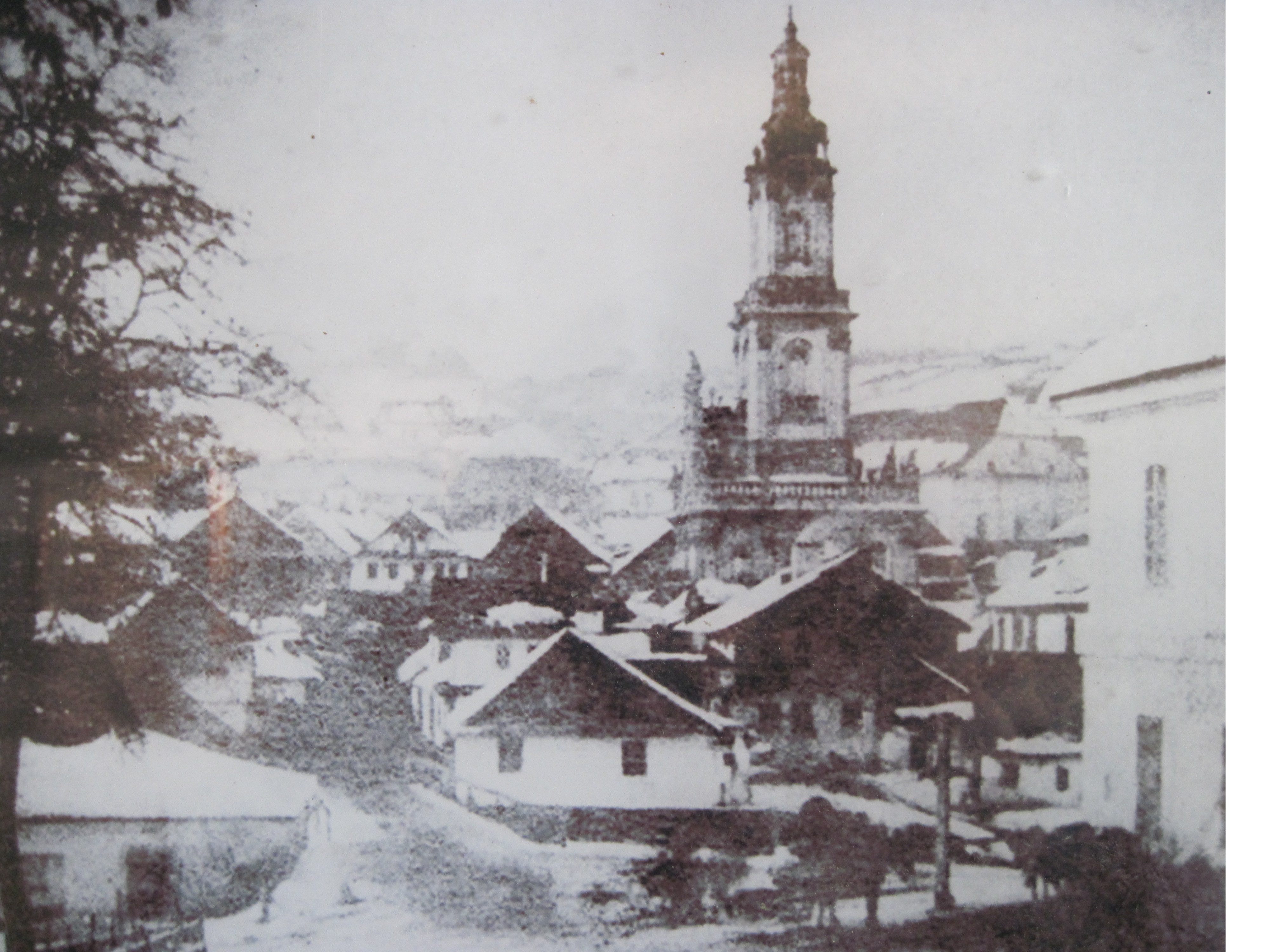
Ратуша зі старим завершенням

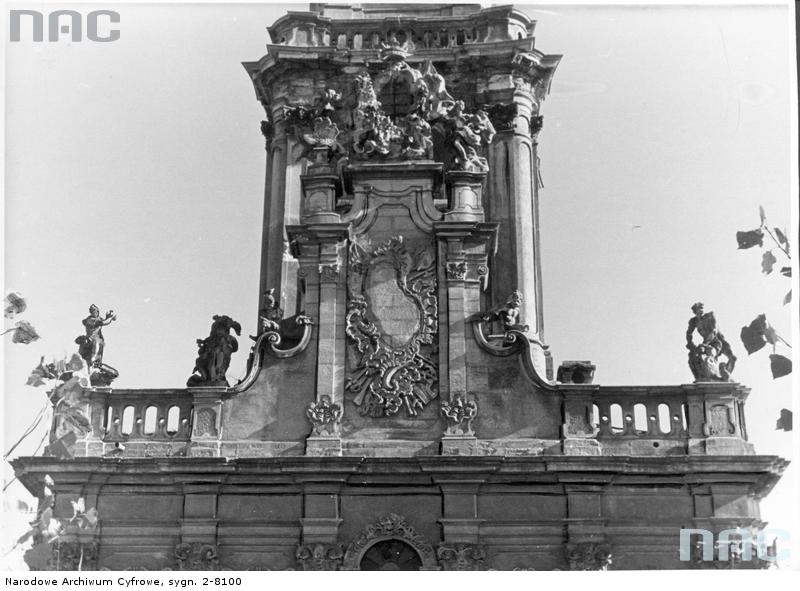
Фасад перед Другою світовою війною

Розташована в нижній частині міста посеред невеликого майдану, гармоніює з ландшафтом, вирізняється чітким окресленням об'ємів і досконалістю пропорцій.
Споруда має яскраво виражену вертикально-центричну композицію вежового типу. На двоповерховий кубічний об'єм спирається двоярусна вежа з великими вікнами. Пластику стін підкреслюють пілястри, крок і кількість яких неоднакові: на головному фасаді — 6, на задньому — 5, на бічних — по 4; вони закінчуються капітелями коринфського ордеру і значно урізноманітнюють площину фасадів. Архітектурні форми позначені вишуканою, плинною пізньобароковою пластикою. Троє дверей нині — нижче від рівня майдану (культурний шар за 250 років піднявся на 1 м). Головний фасад ратуші повернутий до заходу, на його фронтоні — картуш із родинним гербом «Пилява» фундатора ратуші Миколи Василя Потоцького. На фігурному щиті з перехрещеними військовими атрибутами — напис «М. Р. S. К.» («Микола Потоцький — староста Канівський»). Внутрішній простір поділений на 12 зал; поверхи з'єднані гвинтовими сходами. За скульптурним оздобленням та органічним синтезом мистецтв Бучацька ратуша не має аналогів в архітектурі України XVIII століття. Бучацька ратуша є справжнім витвором архітектурного мистецтва. Ця будівля унікальна тим, що являє собою класичний стиль бароко. Подібних будівель, що збереглися до наших днів майже в первозданному вигляді, в Україні не так вже й багато.

### Скульптури
Початково фасад прикрашали 14 фігур; образи взяті з Біблії та античної міфології. Скульптури відзначаються експресією пластичної мови та динамізмом композиції; тесані з монолітного каменя-вапняку, подекуди є вставки. Частина з них втрачена під час пожежі 29 липня 1865, кілька півфігур-каріатид під балконами на фасадній стіні знищені в середині 1950-х. Збереглися 9 статуй (усі пошкоджені): композиції (висота — 195 см) «Геракл роздирає пащу Немейському левові», «Геракл убиває Лернейську гідру», монументальні статуї бога морів Посейдона та юнака Давида — переможця велетня Голіафа й інші. Нині львівські скульптори під керівництвом Дмитра Крвавича виконують копії статуй; вони займуть місце на ратуші, оригінали зберігаються в музеї.

### Годинник
До 1847 року на верхньому ярусі вежі був годинник. У 2002 році на вершини вежі встановили чотири циферблати годинника.

### Реставрації
- У 1985 році уклали договір про рестарацію.[7] У 1986—1989 роках ратушу реставрували працівники Кам'янець-Подільської реставраційної майстерні (керівник С. А. Токар) [8]. Державне львівське підприємство «Укрзахідпроектреставрація» у 1987 році взяло з ратуші 16 кам'яних скульптур на реставрацію.[9] Під час виконання робіт громадськість Бучача, зокрема, Олексій Жовковський на сторінках газети «Золота Пілава» висловлював занепокоєння ходом та якістю проведених робіт, які мали завершити 1988 року.[10] Було добудувано дерев'яну вежу, барокову за формою і відповіднішу стилю будівлі, ніж те, що було за часів СРСР (невисокий шпиль з п'ятикутною радянською зіркою, якого тут історично не було).
- У 2000-их реставрація відновлена, але через брак коштів досі не завершена. Востаннє державні кошти виділялись у 2007—2008 роках.[11]
- Допомогти в реставрації ратуші та прилеглої території готові австрійські архітектори. Але умовою реставрації європейським коштом є перенесення пам'ятника Тарасові Шевченку за межі архітектурного ансамблю ратуші, позаяк він суперечить архітектурній цілісності комплексу, та недавно спорудженого пам'ятника Пінзелю.[9]
- До фестивалю «Дні Пінзеля» (2016) відреставрували східний фасад нижньої частини ратуші.
- У 2015 і 2016 роках міська рада виділила по 1 млн грн. У випадку перевиконання бюджету-2016 планують ще 300 тис.[11]
- Ремонт планують завершити 2018 року, станом на жовтень 2017 року відреставровано тільки 40 %. Загальна кошторисна вартість складе 10 млн 400 тис. гривень[12].